# Arafurasee
Koordinaten: 9° S, 135° O

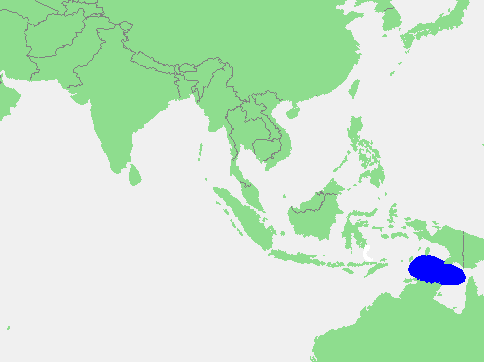
Lage der Arafurasee

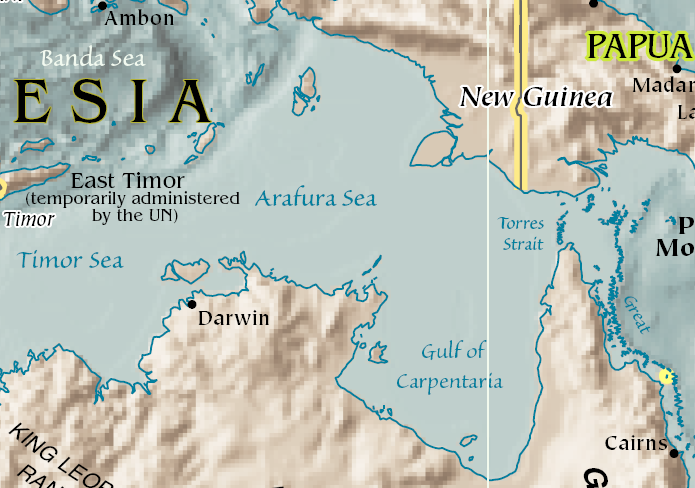
Karte der Arafurasee

Die Arafurasee ist ein tropisches Meer, das zwischen dem australischen Kontinent und der Insel Neuguinea liegt.

## Geographie
Sie ist ein Nebenmeer des Pazifischen Ozeans, wird aber wegen ihrer Lage gelegentlich auch als Teil des Indischen Ozeans betrachtet und umfasst eine Fläche von etwa 650.000 km².
Die Arafurasee bildet einen Teil des Australasiatischen Mittelmeeres. Sie grenzt im Westen an die Timorsee und im Osten über die Torres-Straße an die Korallensee. Die nördliche Abgrenzung bilden im Westteil die zu den indonesischen Molukken gehörenden Tanimbar- und Aru-Inseln, die die Arafurasee von der Bandasee und von der Seramsee trennen. Weiter östlich stellen die Südküsten der indonesischen Provinz Papua und Papua-Neuguineas den Rand des Meeres dar. Die südlichen Küsten der Arafurasee gehören zum australischen Bundesstaat Queensland und zum Northern Territory. Sie werden durch die beiden großen Halbinseln Kap York und Arnhemland markant gegliedert. Der tief in den australischen Kontinent eingeschnittene Bereich zwischen den beiden Halbinseln heißt Golf von Carpentaria.
Das Meer liegt zum größten Teil auf dem Arafura-Sockel und hat eine durchschnittliche Tiefe von 150 m. Die verhältnismäßig geringe Tiefe erklärt sich daraus, dass die Arafura-See in der letzten Eiszeit zusammen mit Neuguinea und Australien den Kontinent Sahul bildete. Über die damalige Landmasse konnten die Ureinwohner Australiens von Asien einwandern. Die tiefste Stelle bildet mit 3.680 m das Arutief. Die Wasseroberfläche ist das ganze Jahr über sehr warm.

## Nutzung
Die Arafurasee ist ein bedeutendes Fischfanggebiet für die angrenzenden Regionen, mittlerweile jedoch durch Überfischung und Schadstoffeintrag stark gefährdet. Gefangen werden hauptsächlich Thunfisch, Makrele, verschiedene Sardinenarten und Garnelen, die auch exportiert werden. Unter dem Schelf werden reiche Vorkommen von Erdöl und Erdgas vermutet.
Zum Schutz der Gewässer und der darin lebenden Organismen hat sich 2003 ein Zusammenschluss staatlicher und nichtstaatlicher Organisationen unter dem Namen The Arafura and Timor Seas Experts Forum (ATSEF) gebildet, der die Forschung und Zusammenarbeit zwischen den Staaten Australien, Indonesien, Papua-Neuguinea und Osttimor koordiniert.
Nach der Arafurasee sind die Arafura Games benannt.